# Verband Deutscher Büchsenmacher und Waffenfachhändler
Der Verband Deutscher Büchsenmacher und Waffenfachhändler e. V. (VDB) wurde 1949 gegründet und versteht sich als bundesweiter Interessenverband der Büchsenmacher sowie des Waffenfacheinzelhandels. Hierzu betreut er seine Mitglieder und bildet diese weiter aus. Er versteht sich als Schnittstelle zwischen Produzenten, Großhandel und Importeuren einerseits und den Nutzern des Waffenfacheinzelhandels, wie etwa Jägern, Sportschützen, Waffensammlern, Airsoftlern, Paintballern etc., für welchen er den Marktplatz PROGUN betreibt, andererseits, wobei er über die Geschäftstätigkeit seiner Mitglieder keine Kontrolle ausübt.
Weiterhin bietet er neben zahlreichen Serviceleistungen einen digitalen Waffenmarkt an. Gemeinsam mit anderen Verbänden war der VDB 1997 Mitbegründer des damaligen Forums Waffenrecht, dem heutigen Bundesverband zivile Legalwaffen, aus dessen Vorstand er am 16. Januar 2024 ausgeschlossen wurde, sowie des Europäischen Waffenfachhandelsverbandes (A.E.C.A.C.) und ist ideeller Träger der IWA OutdoorClassics.
Der VDB ist gemäß ISO 9001:2015 zertifiziert und gemäß Lobbyregistergesetz im Lobbyregister eingetragen.

## Politische Positionen
- Verbesserung der inneren Sicherheit im Konsens mit einem praxisfähigen Waffenrecht ohne rein bürokratische Verschärfungen und Einschränkungen
- Verbesserung der Dialogfähigkeit und Modernisierung des Nationalen Waffenregisters
- Evidenzbasierte Entscheidungen der politischen Akteure durch eine differenziertere Erfassung der Tatmittel in der polizeilichen Kriminalstatistik
- Beibehaltung des erlaubnisfreien Erwerbs von freien Waffen und Abwehrmitteln
- Entlastung von KMU und Bürokratieabbau
- Sicherung und Ausbau der Absatzmärkte der Mitgliedsunternehmen[5]

### Aktionen

#### Petition
Im Januar 2023 startete der VDB unter der Überschrift „Gegen die geplanten Freiheitseinschränkungen seitens der Bundesinnenministerin Nancy Faeser“ auf openPetition eine Eingabe an die FDP, um eine Änderung des Waffenrechtes zu verhindern, bei welcher insgesamt 74.040 Unterschriften gesammelt wurden.

#### „Next Guneration“
Beginnend mit dem 29. September 2023 wurde vom VDB in den sozialen Medien die Aktion Next Guneration gestartet, welche eine grundlegende Reform des Waffenrechtes fordert, die mit einer Entbürokratisierung, Harmonisierung und Entschärfung einhergehen soll. Diese Forderungen sind bislang:
| Forderung                                                                    | Erläuterung |
| ---------------------------------------------------------------------------- | --- |
| Neufassung des Waffengesetzes                                                | Forderung einer Neuschreibung und Harmonisierung des Waffengesetzes |
| Nachwuchs fördern                                                            | Reform von Altersgrenzen |
| Bedürfnisprinzip harmonisieren                                               | Reform des Bedürfnisprinzips zum Erwerb |
| Import erleichtern, Handel stärken                                           | Allgemeine Erlaubnis zum Verbringen nach Deutschland aus Mitgliedsstaaten |
| Einhandmesser führen dürfen                                                  | Erlaubnis des Führens von Einhandmessern |
| Entschädigungen implementieren                                               | Entschädigung für zum Zeitpunkt des Erwerbs legale, später aber verbotene Waffen |
| Waffenrecht ist Bundesrecht                                                  | Bundeseinheitliche Umsetzung des Waffenrechts ohne landesspezifische Auslegungen |
| Mengenbeschränkungen streichen                                               | Es wird davon ausgegangen, dass das von einer Person ausgehende Risiko nicht mit der Anzahl der registrierten Waffen steigt |
| Erwerbsstreckungsgebot streichen                                             | Es wird davon ausgegangen, dass zeitliche Abstände zwischen den Waffenkäufen für das Risiko irrelevant sind |
| Waffenschein für Waffenfachhändler                                           | Büchsenmacher und Waffenfachhändler sollen unbürokratisch einen Waffenschein erhalten dürfen |
| Schalldämpfer erlaubnisfrei                                                  | Es wird davon ausgegangen, dass von Schalldämpfern keine Gefahr ausgeht |
| Standard-Magazine erwerbbar machen                                           | Es wird davon ausgegangen, dass von Magazinen keine Gefahr ausgeht |
| Airsoftwaffen und Paintballmarkierer vom Waffengesetz auszunehmen            | Es wird davon ausgegangen, das Airsoft und Paintball nicht der Regulierung durch das Waffengesetz bedürfen |
| Nachtzieltechnik raus aus dem WaffG                                          | Grundsätzliche Legalisierung der Verwendung von Nachtzieloptiken, Infrarotaufhellern und Lampen |
| Neuordnung der Straftatbestände                                              | Verstöße ohne unmittelbare Sicherheitsgefährdung sollen eine Ordnungswidrigkeit werden |
| Aufhebung aller Waffenverbotszonen                                           | Die Einrichtung von Waffenverbotszonen wird als nicht zielführend angesehen |
| PKS differenzieren                                                           | Es wird eine vollständige Differenzierung der Polizeilichen Kriminalstatistik (PKS) im Hinblick auf den Einsatz von Waffen gefordert |
| Munition alleine mit Waffenbesitzkarte (WBK) oder Jagdschein erwerben dürfen | Da Munition ohne Waffe weitgehend ungefährlich ist, sollten keine weiteren Papiere zum Erwerb benötigt werden, zumal Legalwaffenbesitzer bereits mehrfach bzgl. ihrer Zuverlässigkeit überprüft wurden |
| Kein auf Aussehen basierendes Verbot von Waffen                              | In § 6 der Allgemeinen Waffengesetz-Verordnung (AWaffV) werden verschiedene Schusswaffen vom Schießsport ausgeschlossen. Dabei handelt es sich auch um halbautomatische Schusswaffen, die ihrer äußeren Form nach den Anschein einer vollautomatischen Kriegswaffe hervorrufen, wenn die Lauflänge weniger als 40 Zentimeter beträgt, das Magazin sich hinter der Abzugseinheit befindet (so genannte Bullpup-Waffen) oder die Hülsenlänge der verwendeten Munition bei Langwaffen weniger als 40 Millimeter beträgt. Außerdem sind Kurzwaffen mit einer Lauflänge von weniger als 7,62 Zentimeter (drei Zoll) Länge und halbautomatische Langwaffen mit einem Magazin, das eine Kapazität von mehr als zehn Patronen aufweist, vom schießsportlichen Ausschluss betroffen. Dies wird als unzweckmäßig angesehen. |
| Expertenrat Waffenrecht                                                      | Es soll ein Expertenrat bestehend aus Vertretern von Politik, Ministerien und Behörden, Verbänden, wie etwa Handels-, Schützen- und Jagdverbänden und Polizeigewerkschaften, sowie aus Justiz und Wissenschaft zum Thema Waffen, Gewalt und Kriminalität eingerichtet werden. |

#### „fight4right.de - für faires Waffenrecht“
Im Juli 2022 begann die Aktion fight4right.de – für faires Waffenrecht, welche sich an die breite Masse, wie etwa Jäger, Sportschützen, Airsoft- und Paintball-Spieler, richtet und auch Aspekte des Führens von (Einhand)Messern und der Selbstverteidigung betrachtet.